# Пульс (каша)
Пульс (puls, также pulmentum) — каша во времена Древнего Рима, основное блюдо всех слоёв населения.
Пульс готовили чаще всего из спельты, проса, иногда из размельчённого нута. С течением времени спельта сменилась на ячмень, позже на пшеницу «эммер» (полбу). Кашу варили на воде (реже молоке), с добавлением растительного масла или животного жира (сливочного масла римляне долгое время не знали, а познакомившись с ним в Галлии, не приняли в качестве продукта питания). Готовую кашу ели с бобовыми или овощами, более богатые слои населения могли позволить себе яйца, мёд, сыр.
Пульс был очень сытным блюдом, поэтому долгое время являлся основным продуктом питания всех слоёв населения. Легионеры, которым полагались 2 фунта зерна в день, размалывали зерно на горячем камне у походного костра, затем варили пульс. Пульс могли делать жидким (подобно современной каше) или твёрдой консистенции, когда он более напоминал пирог/хлеб, такой пульс обычно ели остывшим. Современный вариант пульса — полента, которую также можно приготовить жидкой или густой.
Во время археологических раскопок поселения Августа-Раурика была найдена керамическая посуда с остатками пульса. Анализ показал, что пульс готовили из спельты, полбы или ячменя, часто добавляли жир и овощи, а также различные приправы. Также есть предположение, что новые горшки, бывшие весьма хрупкими и пористыми, «укрепляли», сварив в них очень жидкую кашу.